# Auvers-sur-Oise
 Auvers-sur-Oise  es una población y comuna francesa, en la región de Isla de Francia, departamento de Valle del Oise, en el distrito de Pontoise y cantón de La Vallée-du-Sausseron.

## Demografía
| 3747 | 5124 | 5808 | 5722 | 6129 | 6820 |
| Para los censos de 1962 a 1999 la población legal corresponde a la población sin duplicidades (Fuente: INSEE [Consultar]) |      |      |      |      |      |

## Información general

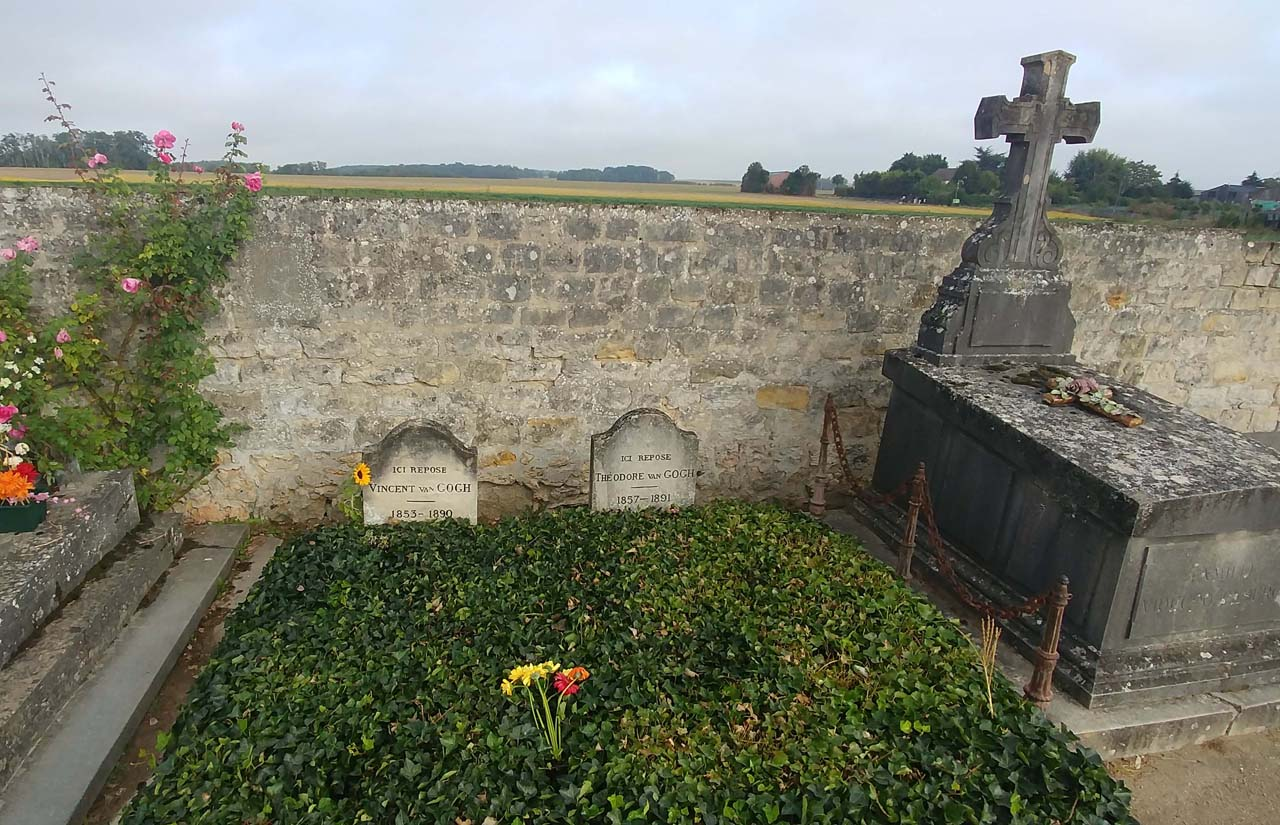
Tumba de Vincent van Gogh y su hermano Theo en el cementerio de Auvers-sur-Oise.

En esta población vivió sus últimos meses, pintó varios paisajes y está enterrado en su cementerio el pintor neerlandés Vincent van Gogh junto a su hermano Theo van Gogh el cual murió 6 meses después que el artista.